# Henrik Werner
Henrik Werner (også kendt som Hendrich med efternavn Verning, Wernig eller Werninck) (født før 1636  –  død efter 1669) var en oprindelig tysk billedskærer der virkede i Danmark fra han indvandrede ca. 1636.
Werner udførte både prædikestole og døbefonte, men er mest kendt for sine altertavler hvoraf flere stadig findes i danske kirker. 
Altertavlerne består af et postament, et storstykke og et topstykke adskilt af profilerede gesimser. Storstykket er ofte delt i tre og har et firkantet midterfelt hvor der er en fremstilling af nadveren. 

## Værker
- Altertavle i Søndre Kirkeby Kirke. (Denne blev udført i perioden 1638-39. Dette ved man eftersom Werner stævnede sognepræsten på grund af manglende betaling for arbejdet.)
- Altertavle i Maribo Domkirke (1641)
- Døbefont til Sorø Klosterkirke (1649. Muligvis brændt i 1651)
- Prædikestol til Sorø Klosterkirke (1650)
- Pulpitur i Tingsted Kirke (1650)
- Korgitter til Sorø Klosterkirke (ca. 1653. Af regnskabet fremgår det at opdraget var sammen med Caspar Lubbeke)
- Altertavle til Sorø Klosterkirke (1656. Kontrakt sammen med Lorentz Jørgensen og Abraham Wuchters)
- Stolestader til Sorø Klosterkirke (Søgt om betaling i 1663)
- Stolestader til Nakskov Kirke (1664. Forsvundet)
- Skriftestol  til Nakskov Kirke (1669. Forsvundet)

## Tilskrivinger
- Altertavle i Orebygårds (forsvundne) kapel (1638. Findes nu i Nationalmuseet)
- Korgitter, Maribo Domkirke (1641, kun delvis bevaret)
- Altertavle, Arninge Kirke (1644)
- Altertavle, Elmelunde Kirke (1646)
- Altertavle, Branderslev Kirke (ca. 1648)
- Døbefont, Arninge Kirke (ca. 1640)
- Epitaf, Købelev Kirke (ca. 1650, kun delvis bevaret)
- Epitaf over sognepræst Poul Danchel, Købelev Kirke (1657)
- Epitafium over provst Knud Pontoppidan, Halsted Kirke (1657)
- Epitafium over provst Johan Rasch, Halsted Kirke (1650`rne)
- Korgitter, Halsted Kirke (1671, værksted)
- Altertavle, Majbølle Kirke (1674, værksted).